# Miszkieniki Małe
Miszkieniki Małe – kolonia wsi Zubrzyca Mała w Polsce, położona w województwie podlaskim, w powiecie sokólskim, w gminie Szudziałowo.
W latach 1975–1998 kolonia administracyjnie należała do województwa białostockiego.
Prawosławni mieszkańcy wsi podlegają parafii pw. Św. Apostołów Piotra i Pawła w niedalekim Samogródzie, a wierni kościoła rzymskokatolickiego należą do parafii Najświętszej Maryi Panny Pośredniczki Łask i św. Agaty w Minkowcach.